# Cyrthermannia formosana
Cyrthermannia formosana är en kvalsterart som beskrevs av Tseng 1982. Cyrthermannia formosana ingår i släktet Cyrthermannia och familjen Nanhermanniidae. Inga underarter finns listade i Catalogue of Life.